# Markéta Bělonohá
Markéta Cabello (geb. Bělonohá, * 25. März 1982 in Tábor) ist eine tschechische Schauspielerin sowie ein Foto- und ehemaliges Erotikmodell.

## Karriere
Bělonohá steht seit 1998 als Modell vor der Kamera. Als Achtzehnjährige begann sie eine Karriere als Aktmodell, wobei sie zunächst unter Pseudonymen wie Dajen, Deborah, Jenny Smile, Diana Celeste, Marketa Michaels in Erscheinung trat. Aus dieser Zeit stammen auch die wenigen Fotoserien und Kurzfilme mit pornografischem Inhalt, die jedoch offiziell bestritten werden.
Bilder mit ihr finden sich u. a. in Ausgaben der Zeitschriften Perfect 10, Maxim, Lui und Playboy. Die weitaus größere Zahl an Fotostrecken finden sich jedoch bei Internet-Erotikanbietern wie beispielsweise MET ART, Hegre-Art und Watch4Beauty. Sie arbeitete mit den Aktfotografen Didier Carré, Jarmo Pohjaniemi und Martin Kinkal zusammen. Bekanntheit erlangte Markéta Bělonohá durch die Aufnahmen von Petter Hegre, der 2006 auch einen eigens ihr gewidmeten Bildband herausbrachte. Darüber hinaus wurde sie 2005 von der französischen Ausgabe des Playboy sowie vom Magazin Lui als eine der erotischsten Frauen der Welt aufgeführt. 2008 wurde sie Playmate des Monats November der tschechischen Ausgabe des Playboys.
Neben ihrer Tätigkeit als Erotikmodell arbeitete Bělonohá auch als Fotomodell für Kalender und Werbekampagnen. Weiterhin übernahm sie 2011 eine Rolle in Deep Gold, einem von dem deutschen Filmemacher Michael J. G. Gleissner gedrehten und produzierten Actionfilm.
Nach Angaben des Erotikanbieters Watch4Beauty.com, der zugleich auch Betreiber von Markéta Bělonohás Webpräsenz Marketa4you ist, hat Bělonohá ihre Karriere als Erotikmodell inzwischen für beendet erklärt. Die Webpräsenz wurde im November 2011 geschlossen.

## Engagement für den Tierschutz
Gemeinsam mit dem ebenfalls aus Tschechien stammenden Erotikmodel Aneta Šmrhová (besser bekannt unter ihrem Künstlernamen Anetta Keys) betrieb sie das Projekt Smiles for Pets. Das Projekt unterstützte mit Spendengeldern und Erlösen, die aus dem Verkauf von Tierfotos und -malereien stammen, Tierheime in aller Welt.

## Privatleben
Neben ihrer Tätigkeit als Fotomodell studierte sie Informationsmanagement an der Universität Hradec Králové und schloss im Mai 2006 mit Auszeichnung ab. Markéta Cabello lebt in New Jersey in den USA, wo sie seit ca. 2020 für eine Immobilienfirma tätig ist.

## Bibliografie (Auswahl)
- Petter Hegre: Marketa. Edition Skylight, 2006, ISBN 3-03766-574-2
- Petter Hegre: 100 naked Girls. 2. Auflage. Edition Skylight, 2005, ISBN 3-03766-550-5
- The New Nude. Deutsche Ausgabe Nr. 2/2005
- Playboy’s Natural Beauties. Ausgabe Januar 2006
- Playboy. Französische Ausgaben 56/2005 und 57/2005
- Playboy. Tschechische Ausgabe November 2008
- Lui. Ausgaben 27/2005 und 28/2005

## Filmografie
- 2003: Bound Cargo
- 2003: Girl Camp 2004: Lesbian Fleshpots
- 2003: Chained Fury: Lesbian Slave Desires
- 2005: Jambes sensuelles
- 2007: First Class Nudes Vol. 2
- 2008: Babes Uncensored
- 2009: NUDE and SEXY – Nude Beauties In High Definition Vol. 1
- 2011: Deep Gold